# Herbert Blume
Herbert Blume (* 24. Juni 1938 in Fallersleben; † 15. Februar 2021 in Braunschweig) war ein deutscher Germanist und Sprachwissenschaftler.

## Leben
Blume schloss 1958 seine Schulausbildung in Wolfenbüttel mit dem Abitur ab. Er studierte von 1958 bis 1967 Germanistik, Skandinavistik, Romanistik und vergleichende Sprachwissenschaften an den Universitäten in Göttingen, Freiburg und  Gießen. Das 1. Staatsexamen legte er 1965 in Göttingen ab. 1967 wurde er in Gießen mit einer Arbeit über die Morphologie von Zesens Wortneubildungen zum Dr. phil. promoviert. Das 2. Staatsexamen folgte 1969 in Braunschweig. Danach war er (seit 1972 als Akademischer Oberrat) am Seminar für deutsche Sprache und Literatur der Technischen Universität Braunschweig tätig.
Im Jahr 1999 erhielt er für seine Forschungsarbeiten auf dem Gebiet der schwedisch-deutschen Literatur seit dem 17. Jahrhundert und der skandinavisch-deutschen Sprachbeziehungen sowie für seine Verdienste um den Studierenden- und Dozentenaustausch die Ehrendoktorwürde der Universität Stockholm.
Blume veröffentlichte regelmäßig Arbeiten zur niederdeutschen Sprache und Literatur, insbesondere zu Gewässer-, Orts- und Straßennamen der Stadt Braunschweig sowie der Region Braunschweig. Des Weiteren befasste er sich ausführlich mit dem spätmittelalterlichen Chronisten und Schriftsteller Hermann Bote, zu dem er 2009 „Studien zu seinem Leben und Werk“ vorlegte, sowie mit August Heinrich Hoffmann von Fallersleben. Für Vorträge und Veröffentlichungen der Literarischen Vereinigung Braunschweig war Blume als Vorstandsmitglied rund zwei Jahrzehnte federführend mitverantwortlich.

## Werke (Auswahl)
- Die Morphologie von Zesens Wortneubildungen. Dissertation, Universität Gießen, 1967, DNB 482213019.
- Gesprochenes Hochdeutsch in Braunschweig und Hannover. Zum Wandel ostfälischer Stadtsprachen vom 18. bis ins 20. Jahrhundert. In: Braunschweigische Heimat. Band 73 (1987), S. 21–32.
- Braunschweiger Straßennamen: Hutfiltern, Kattreppeln und Abelnkarre In: Braunschweigische Heimat. Band 80 (1994), S. 99–111.
- Die Sprachenvielfalt des 15. und 16. Jahrhunderts im geographischen Bereich des Sächsischen Städtebundes. In: Matthias Puhle (Hrsg.): Hanse, Städte, Bünde: die sächsischen Städte zwischen Elbe und Weser um 1500. Band 1 (1996), S. 545–556.
- Koldingen, Rosenthal, Peine: zur Topographie der 16. Historie des Eulenspiegelbuches. In: Eulenspiegel-Jahrbuch. Band 38 (1998), S. 73–91.
- Rautheim, Rennelberg, Rüningen: Drei Braunschweiger Ortsnamen. In: Robert Peters, Horst P. Pütz, Ulrich Weber (Hrsg.): Vulpis Adolatio. Festschrift für Hubertus Menke zum 60. Geburtstag. Heidelberg 2001, S. 89–100, ISBN 3-8253-1237-2.
- “Broitzem, Rühme, Schapen, Waggum”: Vier Braunschweiger Ortsnamen. In: Maik Lehmberg (Hrsg.): Sprache, Sprechen, Sprichwörter. Festschrift für Dieter Stellmacher zum 65. Geburtstag. Stuttgart 2004, S. 257–273.
- Der Flußname “Getel”, die Ortsnamen “Geitelde, Gittelde, Geisleden” und Verwandtes. In: Landesheimatbund Sachsen-Anhalt e.V: (Hrsg.): “Magdeburger Namenlandschaft”: Orts- und Personennamen der Stadt und Region Magdeburg. Halle (Saale) 2004, S. 191–201.
- Maas, Memel, Etsch und Belt: die Gewässer in Hoffmanns “Lied der Deutschen” und die Grenzen des “Vaterlands”. In: Marek Hałub, Kurt G. P. Schuster (Hrsg.): Hoffmann von Fallersleben. Internationales Symposion, Wrocław/Breslau 2003. Bielefeld 2005, S. 247–265, ISBN 3-89534-538-5.
- Oker, Schunter, Wabe und weitere Flußnamen im Braunschweiger Stadtgebiet. In: Braunschweigisches Jahrbuch für Landesgeschichte. Band 86, 2005, S. 11–36.
- Der Name der Schunter. In: Peter Dietrich, Gerd Knoke (Hrsg.): 1000 Jahre Harxbüttel. Geschichte und Geschichten des Ortes und seiner Menschen. Harxbüttel, 2007.
- Hermann Bote: Braunschweiger Stadtschreiber und Literat. Studien zu seinem Leben und Werk. Bielefeld 2009, ISBN 978-3-89534-875-4.
- “Wernigeröder” oder “Wernigeroder”? Entstehung, Gebrauch und Bewertung konkurrierender Adjektivbildungen zu Ortsnamen auf -rode. In: Harz-Zeitschrift. Band 61, 2009, S. 73–83.
- Vom Mittelostfälischen zum Neuostfälischen. In: Ursula Föllner, Saskia Luther, Dieter Stellmacher (Hrsg.): Der Raum Ostfalen. Geschichte, Sprache und Literatur des Landes zwischen Weser und Elbe an der Mittelgebirgsschwelle. Frankfurt am Main 2015, S. 205–235.
- Ortsnamen in Ostfalen. Mit besonderer Berücksichtigung des Stadtgebietes von Braunschweig. In: Ursula Föllner, Saskia Luther, Dieter Stellmacher (Hrsg.): Der Raum Ostfalen. Geschichte, Sprache und Literatur des Landes zwischen Weser und Elbe an der Mittelgebirgsschwelle. Frankfurt am Main 2015, S. 286–321.